# 엘리아스 피게로아
엘리아스 리카르도 피게로아 브란데르(스페인어: Elías Ricardo Figueroa Brander, 1946년 10월 25일)는 칠레의 전직 축구 선수로, 포지션은 센터백이었다.
16세 때 산티아고 원더러스 소속으로 데뷔했다. 1967년 우루과이 페냐롤로 이적했으며 팀의 우루과이 프리메라 디비시온 2회 우승(1967년, 1968년)에 기여했다. 1972년 브라질의 인테르나시오나우로 이적했고 팀의 캄페오나투 브라질레이루 2회 우승(1975년, 1976년)과 히우그란지두술주 선수권 대회 6회 연속 우승(1971년, 1972년, 1973년, 1974년, 1975년, 1976년)에 기여했다.
1974년과 1975년, 1976년 3회 연속으로 남아메리카 올해의 축구 선수로 선정되었으며 1977년부터 1980년까지 CD 팔레스티노 소속으로 뛰면서 팀의 코파 칠레 1회 우승(1977년)과 칠레 프리메라 디비시온 1회 우승(1978년)에 기여했다. 1981년 콜로-콜로로 이적했고 팀의 칠레 프리메라 디비시온 1회 우승(1982년)에 공헌했다.
1966년부터 1982년까지 칠레 대표팀에서 뛰는 동안 47경기에 출전하면서 2득점을 기록했으며 1966년 FIFA 월드컵과 1974년 FIFA 월드컵, 1982년 FIFA 월드컵에서 칠레 대표로 출전했다. 2004년 3월 펠레가 선정한 현존하는 최고의 축구 선수 목록인 FIFA 100에 선정되었다.

## 수상 경력
- 우루과이 올해의 축구 선수 2회 수상 (1967년, 1968년)
- 남아메리카 올해의 축구 선수 3회 수상 (1974년, 1975년, 1976년)
- 볼라 지 오루 2회 수상 (1972년, 1976년)
- FIFA 올해의 선수상 1회 수상 (1976년)[1]
- 남아메리카 올해의 축구 선수 3위 (1977년)
- FIFA 100 선정 (2004년)
- IFFHS 선정 20세기 세계 최고의 축구 선수 37위[2]
- IFFHS 선정 20세기 남아메리카 최고의 축구 선수 8위[3]
- IFFHS 선정 20세기 칠레 최고의 축구 선수 1위[3]
- IFFHS 선정 20세기 남아메리카 최고의 수비수 1위[4]

## 같이 보기
- 볼라 지 오우루
- 남아메리카 올해의 축구 선수
- FIFA 100